# 18 Gwardyjska Dywizja Zmechanizowana
18 Gwardyjska Dywizja Zmechanizowana (ros. 18-я гвардейская мотострелковая Инстербургская Краснознамённая, ордена Суворова дивизия) – związek taktyczny Armii Radzieckiej przejęty przez Siły Zbrojne Federacji Rosyjskiej.
W końcowym okresie istnienia Związku Socjalistycznych Republik Radzieckich dywizja stacjonowała na terenie Czechosłowacji. W tym czasie wchodziła w skład Centralnej Grupy Wojsk. Dyslokowana do Rosji i przeformowana w BSU. Stacjonowała w Czerniachowsku. Podległa 11 Armii.

## Struktura organizacyjna
Skład w 1990:
- dowództwo i sztab – Mladá Boleslav;
- 360 pułk czołgów - Rokitnice;
- 275 Gwardyjski pułk zmotoryzowany;
- 278 Gwardyjski pułk zmotoryzowany – Zakule;
- 280 Gwardyjski pułk zmotoryzowany – Bohosudow;
- 52 Gwardyjski pułk artylerii samobieżnej – Hwezdow;
- 139 pułk rakiet przeciwlotniczych.